# Hard & heavy
Hard & heavy (talvolta hard 'n' heavy o hard and heavy) è un'etichetta usata dalla critica musicale e nella letteratura accademica per identificare quegli stili musicali, o quei gruppi musicali, che possono rientrare allo stesso tempo nei canoni dell'hard rock e dell'heavy metal (inteso nelle sue espressioni classiche). Il questo senso, il termine permette comprendere la comune falsa dicotomia nel riconoscere una sonorità o un gruppo come solo hard rock o solo heavy metal, laddove in molti casi entrambe le espressioni sarebbero giustificate.
Il termine può essere anche usato per riferirsi in maniera più ampia alla scena musicale heavy metal tipica degli anni '80 (epoca in cui il termine iniziò a diffondersi), che inglobava sia gruppi strettamente hard & heavy, sia stili di heavy metal affini e "non-hard rock", come notabile in alcune rubriche e compilation dell'epoca così intitolate.

## Storia

### Anni 1970: origini
La nascita del genere heavy metal viene riconosciuta tra il 1970 e il 1971 come costola dell'emergente hard rock, e non come entità separata. Infatti, è frequente da parte della musicologia e della critica riconoscere come le prime heavy metal band i britannici Led Zeppelin, Deep Purple, Black Sabbath e Uriah Heep, e secondariamente gli statunitensi Grand Funk Railroad e Mountain, tutti gruppi effettivamente inquadrabili anche nell'hard rock.
Nel corso del decennio, band emergenti come AC/DC, Kiss, Van Halen, Ted Nugent, Motörhead, Aerosmith, Blue Öyster Cult, Judas Priest, Thin Lizzy, UFO, Rainbow, Rush, Scorpions, o Montrose verranno frequentemente etichettate come heavy metal, oltre che, naturalmente, come hard rock. Oltre ai Kiss, anche vari altri gruppi del movimento glam rock, come Queen, Sweet, e Alice Cooper, proporranno dei brani in uno stile che sarebbe stato riconosciuto come heavy metal.
Tralasciando Black Sabbath, Motörhead e Judas Priest, tra gli appassionati e nella cultura popolare per tutte queste band oggi è molto rara l'accezione heavy metal, talvolta accolta con sorpresa, diffidenza, fino a criticismo da parte dei fan più puristi o delle nuove generazioni. Eppure, dalla storia, le documentazioni e la critica musicale dell'epoca, emerge che si trattasse della prima effettiva ondata del genere, ribadendo che ciò non escludeva l'inquadramento nei canoni generali dell'hard rock.
Questo è un primo importante esempio di sovrapposizione delle due etichette, spiegata appunto dal fatto che in origine, heavy metal potesse essere riconosciuto come una frazione del più ampio hard rock contraddistinta da caratteristiche peculiari, come sonorità particolarmente dure, voci potenti e acute, chitarra tecnica e talvolta virtuosa, e una sezione ritmica più pesante. 
Parallelamente, infatti, altri gruppi già all'epoca etichettabili come hard rock non sembra venissero definiti alternativamente heavy metal; si possono citare a questo proposito ZZ Top, Cheap Trick, T. Rex, Lynyrd Skynyrd, Slade, Status Quo, Boston e molti altri. Questo suggerisce che il primo heavy metal degli anni '70 fosse essenzialmente hard & heavy, nel senso che questo stile embrionale rientrava nei canoni del più ampio hard rock; mentre sarebbe stato improprio riconoscere tutto l'hard rock come heavy metal.

### Lanuova ondatadi heavy metal britannico
Verso la fine del decennio l'heavy metal vide un'evoluzione, che porterà alcuni gruppi a perdere la sonorità inequivocabilmente hard in precedenza insita in praticamente tutti i gruppi del genere. La cosiddetta nuova ondata di heavy metal britannico (NWOBHM, new wave of British heavy metal), la cui nascita è riconosciuta dai critici nel 1979, si contraddistinse almeno in parte per sonorità più dure e veloci, segnando uno spartiacque rispetto all'heavy metal degli anni '70 e un parziale distacco dall'hard rock, specie dalle radici blues e R&B che fino ad allora lo avevano caratterizzato. 
I gruppi di questa nuova generazione iniziarono a prendere ispirazione dall'heavy metal stesso piuttosto che dai generi precursori, e per alcuni di essi, come Venom, Raven, Angel Witch, o Iron Maiden, l'etichetta hard rock avrebbe iniziato per la prima volta a risultare inadeguata. Prendevano definitivamente vita le forme "non-hard rock" dell'heavy metal classico, che nel corso degli anni '80 avrebbero posto le basi per la vicina nascita del thrash metal, dello speed metal, e del metal estremo in generale. 
Tale evoluzione avrebbe anche giustificato la nascita di un termine specifico per collocare quei gruppi ancora riconoscibili sia come hard rock che come heavy metal, dato che nel corso del nuovo decennio questa associazione non sarebbe più risultata scontata come in origine; ciò nonostante, lo stile in questione avrebbe raggiunto un nuovo importantissimo picco di popolarità in parallelo ai nuovi sottogeneri.

### Anni 1980: nascita e diffusione del termine
Gli anni 1980 rappresentano un decennio seminale per la definizione del termine hard & heavy. Probabilmente uno dei primi utilizzi documentati del termine nell'ambito della corrente musicale è da rinvenire proprio nel 1980, nel testo Rock in den 70ern (Rock negli anni '70) scritto dal noto musicologo ungaro-tedesco Tibor Kneif. In un capitolo chiamato appunto Hard'n'Heavy, Kneif descriveva la prolifera scena dei gruppi hard rock degli anni '70, in cui l'heavy metal era ancora riconosciuto come un suo sottogenere, e l'hard & heavy usato come termine ombrello.
L'anno successivo, la band heavy metal canadese Anvil pubblicò l'album di debutto, intitolato Hard 'n' Heavy, il quale ebbe probabilmente un maggiore impatto nell'ispirare i critici. Nel corso del decennio tale espressione verrà usata crescentemente dalla critica musicale per riferirsi a gruppi etichettabili in entrambi i modi, cosa che del resto si osservava dalle origini dell'heavy metal. Oltre ai rappresentanti e agli stretti discendenti dell'heavy metal anni '70, in questo decennio la macro-corrente che raggruppava hair/glam metal, sleaze metal e pop metal ne sarà forse l'espressione più emblematica, ma certamente la più popolare.
In realtà, le ulteriori documentazioni sull'utilizzo di questo termine per gran parte degli anni '80 sono relativamente scarse, seppur significative. Uno dei primi casi evidenti fu la rubrica intitolata proprio Hard'n'Heavy curata dal noto critico musicale Beppe Riva, tra il 1985 e il 1987, all'interno della rivista italiana di musica rock Rockerilla. A partire da questo periodo, perlomeno in Italia Riva sembra essere stato fondamentale per la popolarizzazione del termine, oltre che di molti rappresentanti del genere.
(Beppe Riva, 2021.)
Altri esempi furono il documentario francese Hard and Heavy: Les Dieux Du Rock Lourd (Gli Dei dell'heavy rock) del 1985, o una serie americana di videocassette VHS del 1989 che raccoglievano videoclip e interviste di vari gruppi della scena. Verso la fine del decennio sembra che il termine iniziò a subire una maggiore diffusione, spesso per dare il titolo a delle compilation che racchiudevano soprattutto gruppi del genere (cosa che avviene anche ai giorni nostri).
Un'altra rappresentazione di questo insieme di stili è la storica Enciclopedia rock: hard & heavy del 1991, riedizione italiana di un libro olandese del 1989 pesantemente rivisitata, ancora una volta, da Beppe Riva. Curiosamente, l'idea di utilizzare il termine per il titolo dell'enciclopedia fu tutta italiana (presumibilmente dello stesso Riva), dato che la traduzione letterale dell'originale era Enciclopedia dell'hard rock e dell'heavy metal di De Aardschok. Tra la fine del decennio e i primi anni '90 il termine verrà più frequentemente utilizzato nella letteratura specializzata.
(Charles Shaar Murray, 1989.)

## Significati
In realtà, il termine hard & heavy può assumere diversi significati a seconda del contesto in cui viene usato. Nella letteratura accademica e specializzata un frequente significato può essere quello riferito alla sonorità. Se non tutto l'heavy metal ricade nei canoni dell'hard rock e viceversa, l'hard & heavy si riferirebbe a quell'ampio spettro di stili musicali che possono essere riconosciuti in entrambi i modi, oltre che ai gruppi parte del relativo movimento musicale. 
Questa concezione è giustificata in parte dallo stretto legame che i due termini musicali hanno condiviso nel corso della loro storia sin dalle origini, quasi a voler identificare una corrente che sembrava separata solo dalle etichette; ma anche dal mettere d'accordo fan, musicisti, critici, musicologi, e altri specialisti, su quale sia il termine più appropriato per un dato gruppo musicale. Già in passato infatti si notavano dei conflitti nelle terminologie utilizzate dalle diverse parti, nonché tra diversi paesi e continenti, e il termine hard & heavy sarebbe servito a risolverli permettendo di non perderne l'inquadramento nella corrente di appartenenza principale.
Altri possibili usi del termine lo intendono con un significato più allargato, un termine ombrello per riconoscere una corrente o una scena musicale. Ad esempio, nelle prime documentazioni si poteva intendere come la scena hard rock degli anni '70 includendo l'heavy metal, in quanto originariamente branca della scena stessa; oppure, si poteva intendere spesso la scena heavy metal in voga negli anni '80, e che nella sua espressione più popolare e mainstream era sonoricamente hard & heavy, ma in cui potevano essere fatti rientrare anche gruppi "non-hard rock" come gli Iron Maiden, e addirittura gruppi thrash/speed metal come i Metallica. 
Ad esempio, la rubrica di Rockerilla chiamata Hard'n'Heavy era dedicata soprattutto all'hard & heavy stretto, ma trattava anche altri generi nell'universo della musica heavy metal in voga all'epoca, come il thrash metal, lo speed metal, o quella parte "non-hard" dell'heavy metal classico. Un utilizzo simile si può osservare in alcune compilation dell'epoca intitolate Hard 'n' Heavy (anche ai giorni nostri), dove non sono inclusi solo gruppi strettamente hard & heavy, ma ancora gruppi thrash, speed metal, o con ben poche reminescenze hard rock, probabilmente perché rappresentativi della musica heavy metal più popolare in quel periodo, e in cui la componente hard era molto frequente.